# V Reticuli
V Reticuli är en pulserande variabel av RR Lyrae-typ (RRAB) i stjärnbilden Rombiska nätet.
Stjärnan är av visuell magnitud +14,00 och varierar med en amplitud av 0,72 magnituder med en period av 0,582415 dygn eller 13,9780 timmar. RR Lyrae-stjärnornas period varierar mellan 0,2 och 1,2 dygn med ett medianvärde på 0,5 dygn. V Reticuli ligger alltså något över medianvärdet.